# Kongruenzprinzip (Finanzwissenschaft)
Das Kongruenzprinzip ist ein Begriff aus der Finanzwissenschaft und orientiert sich am Vorbild idealtypischer Beschaffungsgenossenschaften. Es besagt, dass bestimmte Personenkreise zur Deckung gebracht werden sollen und umfasst drei Teilprinzipien, die jeweils Kreise von Personen zur Deckung bringen sollen:
- Prinzip der fiskalischen Äquivalenz: es soll der Kreis der Nutzer mit dem Kreis der Zahler übereinstimmen.
- Demokratieprinzip: es soll der Kreis der Entscheidungsunterworfenen mit dem Kreis der Kontrollberechtigten übereinstimmen.
- Prinzip der Immediatkontrolle: es soll der Kreis der Kontrollberechtigten mit dem Kreis der tatsächlich Kontrollierenden übereinstimmen.